# 原伯貫
原伯貫（?—?），姬姓，中国春秋时期原国国君，伯爵。鲁僖公十六年（前635年）冬，晋侯晉文公围原城，晉文公守信而退一舍，原城降。晉文公将原伯貫迁到冀，以赵衰为原大夫，狐溱为温大夫。
| 前任： 父原莊公 | 原国国君 前7世紀后期 | 繼任： 子原襄公 |